# Rheinbrücke Schaffhausen–Flurlingen
Die Rheinbrücke Schaffhausen–Flurlingen ist eine Strassenbrücke, die in der Schweiz den Rhein überspannt und im Zuge der Gründenstrasse die Stadt Schaffhausen mit der Gemeinde Flurlingen im Kanton Zürich verbindet. Die Brücke besitzt einen Fahrstreifen Richtung Flurlingen, zwei Fahrstreifen Richtung Schaffhausen und auf der Ostseite einen Geh- und Radweg.

## Geschichte
Die erste Rheinbrücke zwischen Schaffhausen und Flurlingen entstand im Jahre 1860 als 2,4 Meter breiter Holzsteg für leichten Verkehr zwischen den auf beiden Rheinufern stehenden Gebäuden der Zieglerschen Tonwarenfabrik. Die Baukosten betrugen 15'000 Franken und wurden durch öffentliche und private Beiträge erbracht. Die Aufwendungen für den Unterhalt des Bauwerks trug nach der Einrichtung eines Unterhaltsfonds mit 4'000 Franken die Tonwarenfabrik. Nachdem 1915 vertraglich auch die Nutzung der Brücke durch Fuhrwerke mit einer Masse von bis zu zwei Tonnen zugelassen wunde, beteiligten sich die Kantone Schaffhausen und Zürich an dem wachsenden Unterhaltsaufwand. Die Kosten einer im Jahre 1930 anstehenden grösseren Instandsetzung wurden mit 60'000 Franken veranschlagt und führten schliesslich 1936 zu einer kompletten Übernahme des Bauwerks durch die beiden Kantone. Aufgrund der Baufälligkeit des Steges wurde der schliesslich für Kraftfahrzeuge und Fuhrwerke gesperrt und Ende der 1930er die Planung für ein Ersatzbauwerk in verkehrstechnisch besserer Lage aufgenommen. 

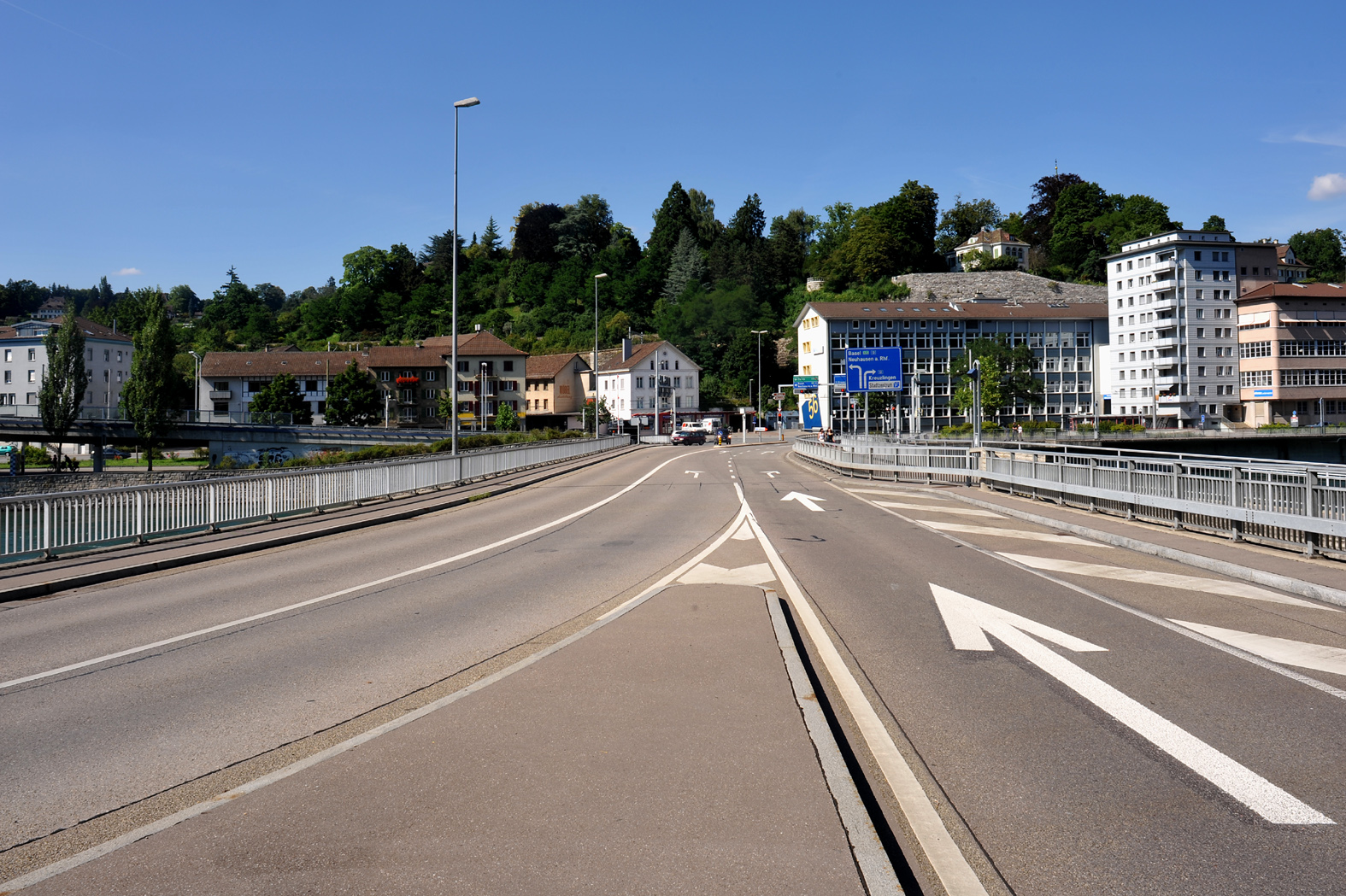
Fahrbahn der Rheinbrücke

Die neue Brücke wurde vom Dezember 1941 bis Juni 1942 ungefähr 110 Meter oberhalb des Holzsteges beziehungsweise 300 Meter unterhalb des Moserdamms errichtet. Die 87,4 Meter lange Stahlbetonkonstruktion kostete 400'000 Franken. Sie besass eine 3,5 Meter breite Fahrbahn und beidseitig 1,5 Meter breite Gehwege. Das Bauwerk war so konstruiert, dass später eine Verbreiterung flussabwärts möglich war und am linken Rheinufer ein projektierter Rheinhafen überspannt werden konnte. Zusätzlich war die spätere Tieferlegung der Flusssohle im Rahmen des Ausbaus des Kraftwerkes Schaffhausen und der geplante Ausbau für die Rheinschifffahrt berücksichtigt worden.
Für einen Anschluss Schaffhausens in Tieflage an das Nationalstrassennetz ergab sich aus der fortgeschriebenen Planung die Notwendigkeit von zwei Rheinbrücken. Die Rheinbrücke N4 für den Durchgangsverkehr Richtung Norden und die Flurlinger Brücke in Verlängerung des Cholfirsttunnels für den Verkehr aus dem Süden in Richtung der Schaffhauser Innenstadt. Zusätzlich musste die Brücke weiterhin den lokalen Strassenverkehr zwischen Schaffhausen und Flurlingen aufnehmen. Da das Bauwerk von 1942 für die neuen Verkehrsströme eine nicht ausreichende Tragfähigkeit hatte, zu schmal und in seiner Geometrie mit der neuen Strassenführung unverträglich war, kam es Ende der 1980er Jahre zu einem Neubau. Die Spannbetonkonstruktion erhielt drei 3,5 Meter breite Fahrstreifen und einen auf der Oberstromseite angeordneten 3,0 Meter breiten Geh- sowie Radweg. Die 1990 fertiggestellte Brücke kostete mit Ufermauern und Energiekanal 14,6 Millionen Franken.

## Brückenkonstruktionen

### Brücke 1942
Der Überbau bestand aus einem zweistegigen Plattenbalken mit einer Höhe von 2,36 Meter und einer Plattenbreite von 6,8 Metern. Über den Flusspfeilern war der Plattenbalken voutenförmig ausgebildet und besass unten eine Druckplatte. In Längsrichtung war ein 87,4 Meter langer Gerberträger mit drei Feldern und Stützweiten von 25,4, 36,6 und 25,4 Meter als Bauwerkssystem vorhanden. Der Einhängeträger in Brückenmitte spannte 19,8 Meter weit. Eine Flachgründung auf dem anstehenden Kalksteinfels war ausgeführt worden. Die Brücke wies in den Randfeldern eine Steigung von jeweils 4 Prozent in Richtung Brückenmitte auf, wo der Einhängeträger horizontal gelagert war. Durch Hebung des Einhängeträgers und südlichen Randfeldes bestand die Möglichkeit einer konstanten Steigung von 4 Prozent Richtung Flurlingen und beim Bau des Rheinhafens die Brücke über den hinweg zu verlängern.

### Brücke 1990
Der Überbau besteht aus einem vorgespannten Plattenbalken mit einer einheitlichen Höhe von 1,35 Meter und einer Plattenbreite von 16,55 Meter. In Längsrichtung ist ein 99 Meter langer Durchlaufträger mit drei Feldern und Stützweiten von 31, 40 und 28 Meter als Bauwerkssystem vorhanden. Der Überbau ist mit den beiden scheibenförmigen Flusspfeilern, die in Strömungsrichtung des Rheins stehen, monolithisch verbunden. Eine Flachgründung auf dem anstehenden Kalksteinfels ist vorhanden. Die Herstellung des Überbaus erfolgte mit einem Lehrgerüst, das auf vier Pfahljoche, die Flusspfeiler und Widerlager ablastete.